# RS09
Der Traktor und Geräteträger RS09 (RS = Radschlepper) mit dem Markennamen Maulwurf, später modifiziert GT109, GT122 oder GT124  (GT = Geräteträger), von seinen Fahrern liebevoll „Nulli“, „Molli“ oder „Mull“ genannt, wurde der Nachfolger des RS08 und einer der meistgebauten Traktoren der DDR und des Ostblocks insgesamt. Er wurde von 1955 bis 1964, in Kleinserie auch einige Jahre darüber hinaus zunächst im VEB Traktorenwerk Schönebeck und später im VEB Landmaschinenbau Haldensleben in der DDR gefertigt.

## Technik

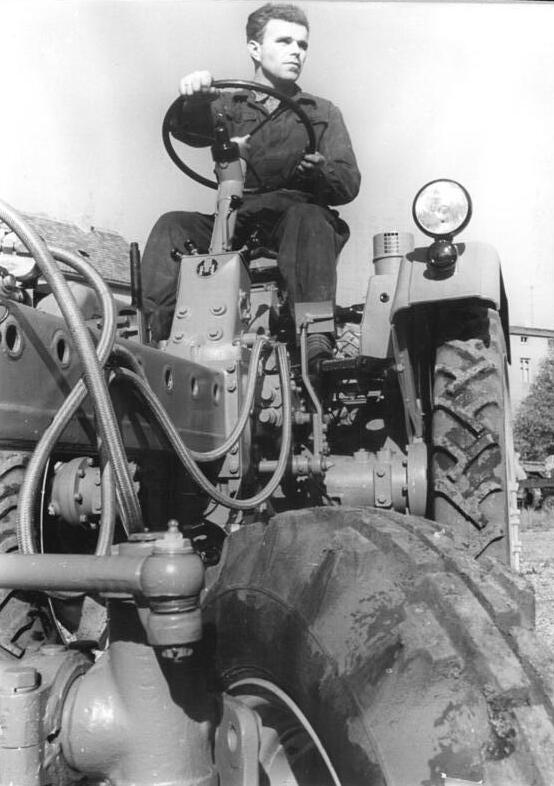
RS09 Ansicht von vorne unten

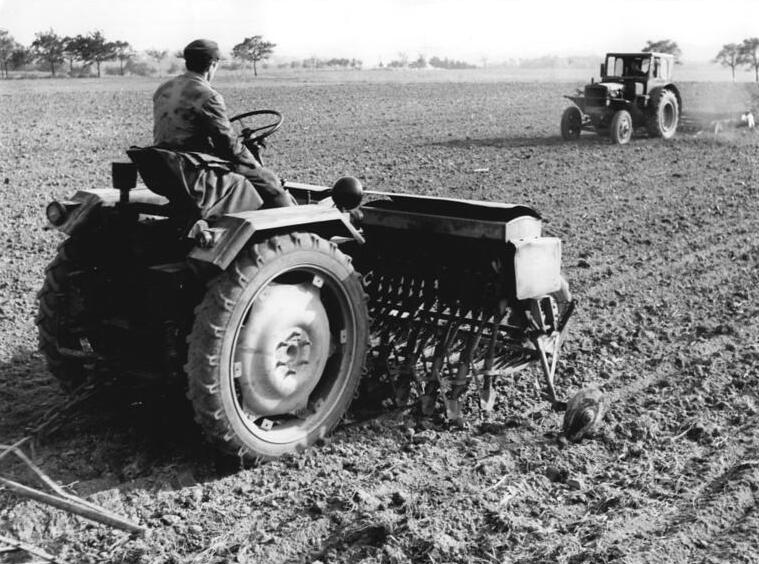
RS09 mit Sämaschine

Der RS09 ist im Wesentlichen eine Weiterentwicklung des RS08 und genau wie dieser als Geräteträger in Rahmenbauweise ausgeführt und gestattete vielfältige Variationsmöglichkeiten. Der RS09 hat eine vordere ungefederte Pendelachse und eine hintere Starrachse. Der Motor ist hinter der Hinterachse verbaut, das Getriebe davor. Die Hinterachse mit Getriebe und Motor bildet eine eigene Einheit, der Längsträger verbindet die Triebachseinheit mit der Vorderachse. Es gibt den RS09 in zwei Grundausführungen, mit Zweizylindermotor als GT122, GT109 oder RS09/122 bezeichnet, sowie mit Vierzylindermotor als GT124 oder RS09/124 bezeichnet. Eine bauliche Änderung ist die zusätzliche Sturzkabine, die das Überrollen des RS09 beim Umkippen verhindern soll. Das Fahrzeug ist als Zweirichtungsfahrzeug konzipiert, der Fahrersitz über der Hinterachse kann um 180 ° gedreht werden, das Getriebe mit vier Gängen in zwei Gruppen hat keinen separaten Rückwärtsgang, sondern kann in die entsprechende Fahrtrichtung geschaltet werden, vor- und rückwärts kann somit gleich schnell gefahren werden. Der Schlepper verfügt über eine Motor- und eine Wegezapfwelle, die Bremse ist eine auf die Hinterräder wirkende fußbetätigte Innenbackenbremse, die als Handbremse auch handbetätigt werden kann. Die Hinterräder können dabei unabhängig voneinander gebremst werden. Des Weiteren ist eine Differenzialsperre zuschaltbar. Die Lenkung ist eine Rosslenkung. Am Heck des Schleppers kann ein Dreipunktkraftheber verbaut werden.
An Rahmen, Fahrwerk und Bedienung gab es im Laufe der Jahre verschiedene Modifikationen, darunter eine Fahrerkabine, eine verbesserte Lenkung mit um 50 % gesenkten Bedienkräften und Senkung der Leermasse um 150 kg durch Verwendung von Leichtmetall-Gussteilen.

### Motoren

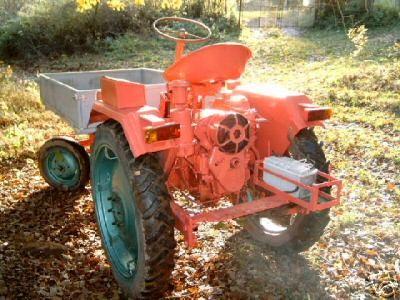
Der Motor des RS09/122 (hier mit Ladepritsche) hat im Gegensatz zum GT124 nur einen Luftfilter, der sich hinten links befindet.

Die ersten RS09/122 hatten einen importierten luftgekühlten und druckumlaufgeschmierten Zweizylinder-V-Dieselmotor der österreichischen Firma Warchalowski mit der Bezeichnung FD 21. Der Motor arbeitet mit dem Viertaktverfahren und verfügt über eine Direkteinspritzung, Bohrung und Hub betragen 85 × 90 mm, der Hubraum beträgt somit 1021 cm³. Der Motor leistet 13,2 kW. Ab 1958 wurde dieser Motor in Lizenz beim Dieselmotorenwerk Schönebeck gebaut, die Bezeichnung der in Lizenz gebauten Motoren lautet FD 21/1. Sie leisten 11 kW. Ab 1962 gab es einen erneut überarbeiteten Motor, nun mit der Typenbezeichnung FD 22. Er basiert weiterhin auf dem Typ FD 21, ist aber auf 90 mm aufgebohrt, bei gleichem Hub beträgt der Hubraum 1145 cm³. Die verbaute Einspritzpumpe sorgt für eine Leistung von 12,1 kW. Derselbe Motor wurde ab der Motornummer 25001 als 2 KVD 9 SVL bezeichnet und mit einer anderen Einspritzpumpe ausgerüstet, die Leistung erhöhte sich auf 13,2 kW.
Ab 1962 erhielt der nun im VEB Landmaschinenbau Haldensleben weitergebaute GT124 den im VEB Motorenwerk Cunewalde entwickelten und gefertigten luftgekühlten Dieselmotor vom Typ 4KVD 8 SVL, auch genannt „Cunewalder“.
Dieser leistungsgesteigerte Traktor RS09 mit dem „25-PS-Motor“ aus Cunewalde sorgte auf der 2. Tagung des ZK der SED im April 1963 für Kontroversen zwischen unterschiedlichen Stellen des DDR-Verwaltungsapparates. Ausgangspunkt war, dass Walter Ulbricht die Kritik des Vorredners Fischer aufnahm, dass dieser Motor, der in Schönebeck gebraucht werde, jetzt im fernen „Ostsachsen“ produziert wird und nicht mehr direkt in Schönebeck. Der daraufhin zur Rede gestellte verantwortliche Abteilungsleiter im Volkswirtschaftsrat Zichy ging dann aber weit über diesen Gesichtspunkt hinaus und erklärte, dass in der Landwirtschaft statt des RS09 vielmehr schwere Traktoren mit einer Leistung von 40, 60 und 90 PS gebraucht würden. Mit der weiteren Aussage, der RS09 werde dagegen in Zukunft in der Landwirtschaft wenig benötigt, löste Zichy heftige Proteste in der Zuhörerschaft aus, woraufhin sich Walter Ulbricht persönlich einschaltete:
„Aber horcht mal Genossen hier ist doch ein Missverständnis. Im Politbüro habe ich gehört, dass [der] RS09 in erhöhter Zahl produziert wird und er deshalb so guten Absatz hat, weil der neue Motor mit 25 PS eingebaut wird. Wenn also der RS09 – also ich hab das nur im Politbüro gehört, ich hab mit keinem Fachmann gesprochen, ja – wenn der also so benötigt wird in der Landwirtschaft und auch für den Export mit dem neuen Motor von 25 PS, deshalb stellt ja der Genosse [Fischer] die Frage, warum wird dann dieser 25-PS-Motor nicht mehr in Schönebeck, sondern in Ostsachsen produziert? Das ist das ganze Problem. Die Frage, dass der RS09 nicht mehr in der Menge gebraucht wird, die stimmt nicht. Dann widersprechen die Auffassungen des Volkswirtschaftsrats denen der Regierung. In der Regierung wurde festgelegt, dass RS09, nicht wahr, verstärkt gebraucht wird.“
Aus der darauffolgenden Entgegnung Zichys wird deutlich, dass der Volkswirtschaftsrat den Regierungsbeschluss jedoch so aufgefasst hatte, dass die Fertigung des RS09 sogar auslaufen und durch einen Traktor mit 40 PS abgelöst werden sollte. Walter Ulbricht wandte sich nun direkt an das für Landwirtschaft zuständige ZK-Mitglied Gerhard Grüneberg, der daraufhin klarstellte, dass für Aufgaben, für die bislang der RS09 eingesetzt werde, ein leistungsstärkerer Traktor benötigt werde. Der RS09 werde jedoch in weiterentwickelter Form und verringerten Stückzahlen bis 1970 weitergebaut. Eine weitere Entgegnung Zichys wurde von Ulbricht mit der Aussage abgewürgt:
„Also klären Sie bitte die Sache gründlich, ja. Und nicht dass also dann ein solcher Kreislauf entsteht und Sie in der Republik von einer Ecke des Landes ins andere die Motoren transportieren. Bringen Sie die Sache in Ordnung mit den Fachleuten. […] Die Landwirtschaft hat genau gesagt was sie will, das habe ich mit meinen eigenen Ohren im Politbüro gehört und hab’s gelesen, ja. Und da ich mir solche Sachen merke, brauche ich gar keine Protokolle dazu. Das weiß ich immer noch. Und jetzt sagen Sie was anderes. Also jemand – entweder waren wir nicht richtig informiert – aber daran zweifle ich, das war alles in Ordnung was wir erfahren haben. Oder die Formulierung im Beschluss des Ministerrates ist nicht exakt. Also soll der Genosse Stoph nachkontrollieren die Formulierung im Beschluss des Ministerrates, vielleicht ist dort was oberflächlich formuliert; bitte, kann vorkommen. Also: Ministerrat soll klären genau die Formulierung und abstimmen mit den Vorsitzenden des Landwirtschaftsrates und Maschinenbau. Also besten Dank.“

## Technische Daten

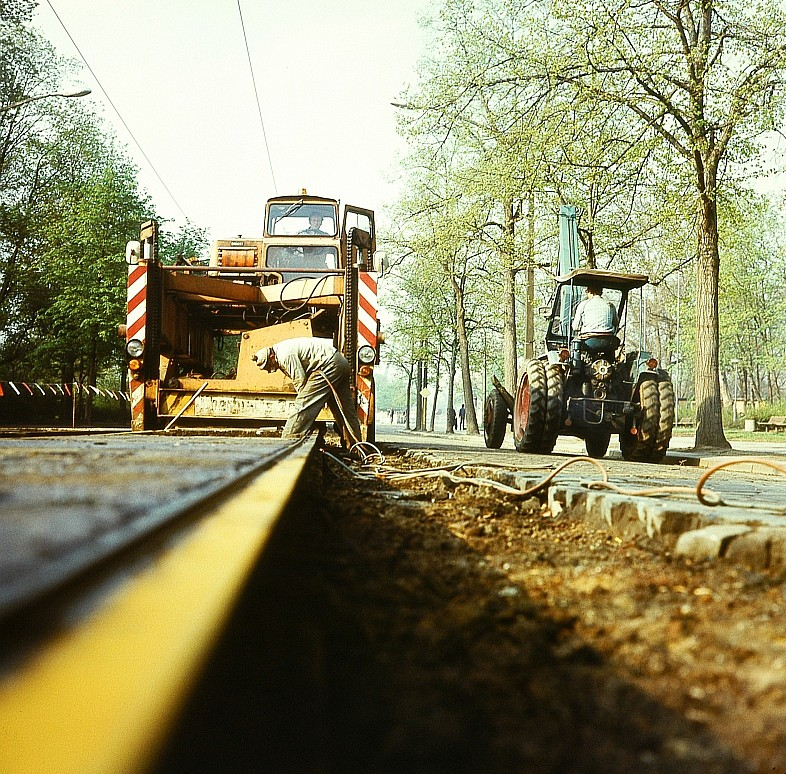
Universallader T 157/2 „Empor“

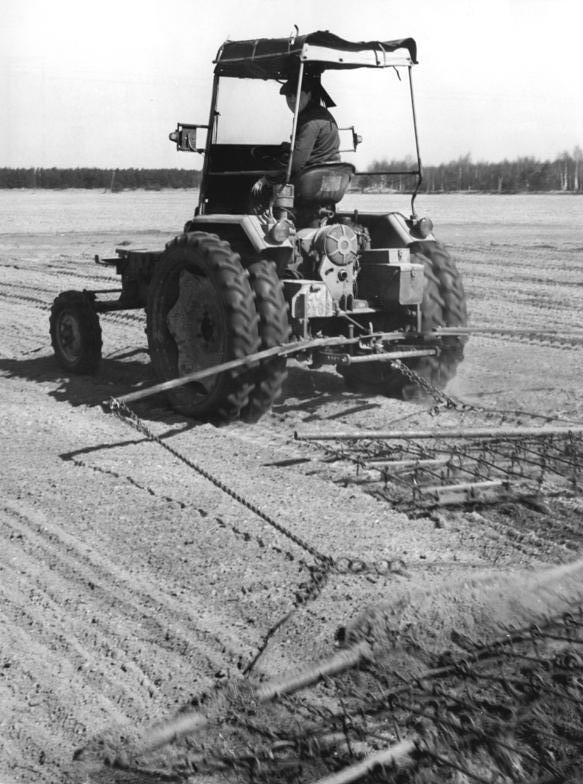
Zwillingsbereifter RS09

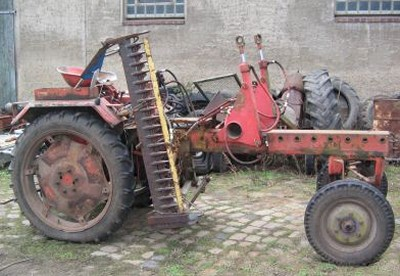
RS09/122 mit Mähwerk

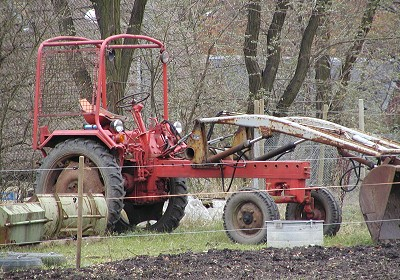
RS09/124 mit Hubarm

|                        | GT122 | GT122 | GT122 | GT109 | GT124                                                                             |
| Motordaten             | Motordaten | Motordaten | Motordaten | Motordaten | Motordaten                                                                        |
| ---------------------- | --- | --- | --- | --- | --------------------------------------------------------------------------------- |
| Motor                  | FD 21 | FD 21/1 | FD 22 | 2 KVD 9 SVL | 4 KVD 8 SVL                                                                       |
| Funktionsprinzip       | Diesel | Diesel | Diesel | Diesel | Diesel                                                                            |
| Arbeitsverfahren       | Viertakt | Viertakt | Viertakt | Viertakt | Viertakt                                                                          |
| Bohrung × Hub, Hubraum | 85 × 90 mm, 1021 cm³ | 85 × 90 mm, 1021 cm³ | 90 × 90 mm, 1145 cm³ | 90 × 90 mm, 1145 cm³ | 80 × 80 mm, 1608 cm³                                                              |
| Zylinder               | 2 Zylinder | 2 Zylinder | 2 Zylinder | 2 Zylinder | 4 Zylinder                                                                        |
| Drehzahlbereich        | 600 bis 3000 min−1 | 600 bis 3000 min−1 | 600 bis 3000 min−1 | 600 bis 3000 min−1 | 700 bis 3000 min−1                                                                |
| Leistung               | 13,2 kW | 11 kW | 12,1 kW | 13,2 kW | 18,4 kW                                                                           |
| Treibstoffverbrauch    | 306 g/kWh +5 % | 306 g/kWh +5 % | 306 g/kWh +5 % | 306 g/kWh +5 % | 292 g/kWh                                                                         |
| Antrieb                | | | | |                                                                                   |
| Bereifung              | vorn: 6.00-16 AS hinten: 8-36 AS | vorn: 6.00-16 AS hinten: 8-36 AS | vorn: 6.00-16 AS hinten: 8-36 AS | vorn: 6.00-16 AS hinten: 8-36 AS | vorn: 6.00-16 AS hinten: 8-36 AS                                                  |
| Kupplung               | K-12-Kupplung: Einscheibentrockenkupplung | K-12-Kupplung: Einscheibentrockenkupplung | K-12-Kupplung: Einscheibentrockenkupplung | K-12-Kupplung: Einscheibentrockenkupplung | K-12-Kupplung: Einscheibentrockenkupplung                                         |
| Getriebe               | Schubräder-Wechselgetriebe, alle Stirnräder geradverzahnt | Schubräder-Wechselgetriebe, alle Stirnräder geradverzahnt | Schubräder-Wechselgetriebe, alle Stirnräder geradverzahnt | Schubräder-Wechselgetriebe, alle Stirnräder geradverzahnt | Schubräder-Wechselgetriebe, alle Stirnräder geradverzahnt                         |
| Gänge                  | 8 Vorwärts- und Rückwärtsgänge, 2 Schaltgruppen je 4 Gänge | 8 Vorwärts- und Rückwärtsgänge, 2 Schaltgruppen je 4 Gänge | 8 Vorwärts- und Rückwärtsgänge, 2 Schaltgruppen je 4 Gänge | 8 Vorwärts- und Rückwärtsgänge, 2 Schaltgruppen je 4 Gänge | 8 Vorwärts- und Rückwärtsgänge, 2 Schaltgruppen je 4 Gänge                        |
| Geschwindigkeiten      | bei 3000 min−1: 1. Gang: 0,89 km/h 2. Gang: 1,33 km/h 3. Gang: 2,14 km/h 4. Gang: 3,32 km/h 5. Gang: 4,00 km/h 6. Gang: 5,95 km/h 7. Gang: 9,23 km/h 8. Gang: 14,86 km/h | bei 3000 min−1: 1. Gang: 0,89 km/h 2. Gang: 1,33 km/h 3. Gang: 2,14 km/h 4. Gang: 3,32 km/h 5. Gang: 4,00 km/h 6. Gang: 5,95 km/h 7. Gang: 9,23 km/h 8. Gang: 14,86 km/h | bei 3000 min−1: 1. Gang: 0,89 km/h 2. Gang: 1,33 km/h 3. Gang: 2,14 km/h 4. Gang: 3,32 km/h 5. Gang: 4,00 km/h 6. Gang: 5,95 km/h 7. Gang: 9,23 km/h 8. Gang: 14,86 km/h | bei 3000 min−1: 1. Gang: 0,93 km/h 2. Gang: 1,39 km/h 3. Gang: 2,23 km/h 4. Gang: 3,46 km/h 5. Gang: 4,18 km/h 6. Gang: 6,20 km/h 7. Gang: 9,62 km/h 8. Gang: 15,50 km/h | vmax: etwa 20 km/h im 8. Gang                                                     |
| Zapfwelle              | Motorzapfwelle, Drehzahl 540 min−1 Wegezapfwelle, Drehzahl 540 min−1 bei 3,3 km/h                                                                                        | Motorzapfwelle, Drehzahl 540 min−1 Wegezapfwelle, Drehzahl 540 min−1 bei 3,3 km/h                                                                                        | Motorzapfwelle, Drehzahl 540 min−1 Wegezapfwelle, Drehzahl 540 min−1 bei 3,3 km/h                                                                                        | Motorzapfwelle, Drehzahl 540 min−1 Wegezapfwelle, Drehzahl 540 min−1 bei 3,3 km/h                                                                                        | Motorzapfwelle, Drehzahl 540 min−1 Wegezapfwelle, Drehzahl 540 min−1 bei 3,3 km/h |
| Bremsen                | Trommelbremsen, Trocken | Trommelbremsen, Trocken | Trommelbremsen, Trocken | Trommelbremsen, Trocken | Trommelbremsen, Trocken                                                           |
| Abmessungen            | | | | |                                                                                   |
| Länge                  | 3878 mm | 3878 mm | 3878 mm | 3878 mm | 3520 mm                                                                           |
| Breite                 | 1520 mm | 1520 mm | 1520 mm | 1520 mm | 1520 mm                                                                           |
| Höhe                   | 1845 mm | 1845 mm | 1845 mm | 1845 mm | 1845 mm                                                                           |
| Spurweite              | einstellbar auf 1250, 1375, 1500 und 1670 mm | einstellbar auf 1250, 1375, 1500 und 1670 mm | einstellbar auf 1250, 1375, 1500 und 1670 mm | einstellbar auf 1250, 1375, 1500 und 1670 mm | einstellbar auf 1250, 1375, 1500 und 1670 mm                                      |
| Bodenfreiheit          | 240/480 mm | 240/480 mm | 240/480 mm | 240/480 mm | 240/480 mm                                                                        |
| Wenderadius            | 2400 bis 2600 mm mit Einzelradbremsung | 2400 bis 2600 mm mit Einzelradbremsung | 2400 bis 2600 mm mit Einzelradbremsung | 2400 bis 2600 mm mit Einzelradbremsung | 2400 bis 2600 mm mit Einzelradbremsung                                            |
| Radstand               | 2210 bis 1760 mm | 2210 bis 1760 mm | 2210 bis 1760 mm | 2510 bis 2060 mm | 2510 bis 2060 mm                                                                  |
| Gewicht                | 1070 kg | 1070 kg | 1070 kg | 1070 kg | 1380 kg                                                                           |
| Zulässige Achslasten   | 1250 kg (vorn) / 1380 kg (hinten) | 1250 kg (vorn) / 1380 kg (hinten) | 1250 kg (vorn) / 1380 kg (hinten) | 1250 kg (vorn) / 1380 kg (hinten) | 1260 kg (vorn) / 1740 kg (hinten)                                                 |
| Elektrische Anlage     | | | | |                                                                                   |
| Energiespeicher        | Bleisäureakkumulator 12 V, 56 Ah | Bleisäureakkumulator 12 V, 56 Ah | Bleisäureakkumulator 12 V, 56 Ah | Bleisäureakkumulator 12 V, 56 Ah | Bleisäureakkumulator 12 V, 56 Ah                                                  |
| Anlasser               | 12 V, 1324 W | 12 V, 1324 W | 12 V, 1324 W | 12 V, 1324 W | 12 V, 1324 W                                                                      |
| Lichtmaschine          | 12 V, 150 W | 12 V, 150 W | 12 V, 150 W | 12 V, 150 W | 12 V, 150 W                                                                       |
| Anlasshilfe            | 2 × Glühspirale | 2 × Glühspirale | 2 × Glühspirale | 2 × Glühspirale | 2 × Glühspirale                                                                   |

## RS09 in der DDR
Die Geräteträger vom Typ RS09 waren in den 1960er Jahren die mit Abstand wichtigsten Arbeitsmaschinen in den LPG und VEG der DDR, selbst die Architektur der Stallgebäude wurde an Spurbreite, Höhe und Wendekreis dieser Maschine angepasst. Hilfreich war, dass Radstand und Spurbreite des Geräteträgers wie schon beim RS08 variierbar sind.
Der VEB Landmaschinenbau „Rotes Banner“ Döbeln, der in den 1950er Jahren bereits Anbaugeräte für den RS09 herstellte, fertigte ab 1957 den Schwenkkran T 157, wobei diverse Baugruppen des RS09 – hauptsächlich die als Triebachse bezeichnete Motor-Getriebeeinheit des Antriebsblocks – Verwendung fanden. Die im Universallader T 157/2 „Empor“ mündende konstruktive Weiterentwicklung ähnelt antriebsmäßig auch optisch dem Geräteträger.
Auf Basis des RS09 wurde Anfang der 1960er Jahre der Gabelstapler DFG1 RS09 sowie der als reine Pflegemaschine gebaute Schmalspurschlepper RS 56 gebaut. Als Sonderausführung gab es den RS 09 auch als Portalgeräteträger.